# 镰叶盆距兰
镰叶盆距兰（学名：Gastrochilus acinacifolius）为兰科盆距兰属下的一个种。

## 扩展阅读
維基物種上的相關：镰叶盆距兰